# 沙倫·斯里拉克
沙倫·斯里拉克（1991年11月14日—），小名Porshe，出生於泰國曼谷，為泰國知名男演員與歌手。代表作有《龍血翡翠》、《親愛的鬼先生》及《旋轉的愛2021》等。

## 生平
Porshe於1991年11月14日出生於泰國曼谷的蒲美蓬·阿杜德醫院，是家中最小的孩子，有一個姊姊。原先就讀於藍康恆大學與曼谷大學，最終於蘭實大學傳播藝術學院畢業。

## 個人生活
2024年2月9日，Porshe承認自己育有一個9個月大的兒子“Holmes”，孩子母親為圈外人，並於個人IG分享自己與兒子的合影。

## 演藝經歷
Porshe因擔任雜誌的平面模特兒而進入演藝圈。同時，他也是一位歌手，曾在尖竹汶府的餐館演奏。
2010年，主演電影《對不起，薩朗嘿喲》，隨後與泰國第7電視台簽約。同年，搭檔平采娜·樂維瑟派布恩（Baifern）主演電視劇《戲班小子》。

## 影視作品

### 電視劇
| 首播年份 | 戲名                                                | 戲名   | 播放平台  | 角色                                | 備註            |
| 首播年份 | 譯名                                                | 原文名 | 播放平台  | 角色                                | 備註            |
| 2010年   | 《戲班小子》                                        |        | Ch7HD     | Gumpun                              | 主演            |
| 2011年   | 《河域魔愛》                                        |        | Ch7HD     | Soodkhet                            | 配角            |
| 2011年   | 《曼谷魅力》                                        |        | Ch7HD     | Prae                                | 主演            |
| 2011年   | 《浮生若夢》                                        |        | Ch7HD     | Phason                              | 配角            |
| 2012年   | 《手杖男人》                                        |        | Ch7HD     | Mai                                 | 主演            |
| 2012年   | 《惡魔的火焰》                                      |        | Ch7HD     | Sruang                              | 主演            |
| 2012年   | 《龍血翡翠》                                        |        | Ch7HD     | Yok                                 | 主演            |
| 2013年   | 《翩翩公子》                                        |        | Ch7HD     | Rung                                | 主演            |
| 2014年   | 《情歌響徹》                                        |        | Ch7HD     | Shane Phananchoeng                  | 主演            |
| 2014年   | 《Rak Tem Ban》                                     |        | Ch7HD     | 未知                                | 客串 （第16集） |
| 2014年   | 《親愛的鬼先生》                                    |        | Ch7HD     | Pee / Pete                          | 主演            |
| 2015年   | 《煉獄魔杖》                                        |        | Ch7HD     | Mai                                 | 主演            |
| 2016年   | 《快樂生活》                                        |        | Ch7HD     | Ton                                 | 主演            |
| 2017年   | 《愛的牽絆2017》                                    |        | Ch7HD     | Ramet                               | 主演            |
| 2017年   | 《愛的使命之怦然心動》                              |        | Ch7HD     | Captain Khanin Verote               | 客串            |
| 2017年   | 《愛的使命之心靈獵手》                              |        | Ch7HD     | Captain Khanin Verote               | 主演            |
| 2017年   | 《愛的使命之親愛的皇家海軍》                        |        | Ch7HD     | Captain Khanin Verote               | 客串            |
| 2017年   | 《愛的使命之在天空尋找愛的座標》                    |        | Ch7HD     | Captain Khanin Verote               | 配角            |
| 2018年   | 《麻辣情緣》                                        |        | Ch7HD     | Dansuk （Dan）                      | 主演            |
| 2018年   | 《血脈》                                            |        | Ch7HD     | Krai                                | 主演            |
| 2019年   | 《美裡藏針》                                        |        | Ch7HD     | Suithai / Songhai                   | 主演            |
| 2019年   | 《紳士的成長2019》                                  |        | Ch7HD     | Wasin Sirisenee / Kam-in Suriyawong | 主演            |
| 2021年   | 《旋轉的愛2021》                                    |        | Ch7HD     | Tos Kanaphan                        | 主演            |
| 2021年   | 《Club Friday The Series 13: 愛季慶典之不幸的生日》 |        | One 31    | Chat                                | 主演            |
| 2022年   | 《天食向日葵》                                      |        | Amarin TV |                                     | 主演            |

### 電影
| 年份   | 上映日期           | 片名                 | 角色 | 備註 |
| 2010年 | 2010年7月8日(泰國) | 《對不起，薩朗嘿喲》 | Won  | 主演 |

## 外部連結
- 沙倫·斯里拉克的Facebook專頁（泰文）
- 沙倫·斯里拉克的Instagram帳戶（泰文）